# Église Saint-Jean-Baptiste de Saasenheim
L'église Saint-Jean-Baptiste est une église paroissiale situé à Saasenheim, dans la Collectivité européenne d’Alsace.

## Historique
L’existence d’une église à Saasenheim, une construction probablement assez modeste, n’est attestée qu’à partir du XIVe siècle,. Une tour-chœur est construite en 1648 du côté est, puis la nef agrandie en 1754. Celle-ci est ensuite complétée en 1892 par une tour-porche à l’ouest, tandis que l’ancienne tour-chœur est démolie et remplacée par un chœur plus grand.
Construit sur un sol instable et disposant de fondations insuffisantes, le clocher se dégrade rapidement dans la première moitié du XXe siècle, au point que la sonnerie des cloches est interdite en 1951. Après la rénovation de la tour et la consolidation des fondations par injection de béton, les sonneries sont de nouveau autorisées à partir du 23 décembre 1955.

## Mobilier

### Orgue
L’orgue a été réalisé par Martin Bergäntzel entre 1776 et 1777. Bergäntzel étant menuisier de profession, le buffet est de très bonne facture, alors que la partie musicale est en revanche d’exécution plus maladroite. L’instrument fait l’objet de petites réparations en 1792 et en 1840, mais est transformé de manière plus importante en 1868 par les frères Wetzel. Les tuyaux en étain sont réquisitionnés pendant la Première Guerre mondiale et remplacés par la suite par des tuyaux en aluminium. L’instrument se dégrade progressivement au cours du XXe siècle et n’est plus utilisé à partir de 1985. Après le classement au titre des monuments historiques en 1991, puis de la partie instrumentale en 1997, un projet de restauration est lancé en 2001. L’orgue est démonté en 2005 et remis dans son état d’avant 1917 par le facteur d’orgue Richard Dott, avant d’être remis en place en 2006.

### Sculptures
Un groupe sculpté en bois polychrome se trouve dans la nef. Réalisé par un artiste anonyme, cette œuvre du XVe siècle ou du début du XVIe siècle représente une Vierge de pitié. Elle est classée monument historique depuis 1991.

### Peintures
Les stations du chemin de croix sont illustrées par des tableaux peints dans le deuxième quart du XIXe siècle. Ces tableaux ne sont pas signés, mais sont attribués à Marie Joseph Louis Sorg en raison de leur similitudes stylistiques avec ceux, signés, des chemins de croix des églises Sainte-Madeleine de Steige et Saint-Pierre-et-Saint-Paul de Heimersdorf.

## Paroisse de Saasenheim
La mention d’un prêtre en charge de l’église en 1322 laisse à penser qu’une paroisse existait déjà à cette date. En 1371, la paroisse de Saasenheim est dite appartenir au chapitre rural de Diebolsheim et un document de 1389 indique qu’elle comprend les villages de Saasenheim et Schœnau, l’église de ce village étant une filiale de celle du premier. Par ailleurs, entre le XIVe siècle et le XVe siècle, la paroisse passe dans la dépendance du chapitre rural de Rhinau.
Au début des années 1760, le centre de la paroisse est toujours l’église de Saasenheim et elle fait toujours partie du chapitre rural de Rhinau. La paroisse a la charge de l’entretien du presbytère et de l’église, à l’exception de la nef, celle-ci, ainsi que le cimetière, étant prise en charge par le village. La paroisse a également à sa charge la chapelle Saint-Antoine-de-Padoue du village disparu de Linkenheim ; celle-ci est délabrée et promise à la démolition, mais les douze messes qui s’y tenaient ont été transférées à Saasenheim quelque temps plus tôt. Elle a en outre comme filiale l’église Saint-Oswald de Schœnau, qui est desservie par un vicaire et comme annexe l’église Saint-Martin de Sundhouse, qui est partagée avec les protestants sous le régime du simultaneum. Le maintien du culte catholique dans cette dernière est financé par l’administration royale et le curé ainsi que son vicaire ont le droit de pratiquer la bination (en) pour assurer sa desserte. Enfin, la paroisse comprend également la chapelle Saint-Jean-Népomucène construite en 1749 et faisant partie du château des Schœnau à Saasenheim.
En l’absence de curé dans la paroisse de 1793 à 1800, pour les grandes fêtes et les sacrements les habitants traversent le gué de Schœnau pour se rendre dans le pays de Bade, où se trouvent de nombreux prêtres réfractaires. Pendant l’évacuation de 1939, la paroisse est délocalisée à Salignac et le culte célébré dans l’église Saint-Louis de cette commune. Il n’y a plus de curé résident dans la paroisse à partir de 1985, le curé desservant ayant depuis cette date plusieurs paroisses à charge. La paroisse de Saasenheim a été incorporée en 2004 dans une communauté de paroisses regroupant également celles de Bindernheim, Hilsenheim, Mutterholtz, Schœnau, Sundhouse et Wittisheim.